# NGC 2392
NGC 2392 је планетарна маглина у сазвежђу Близанци која се налази на NGC листи објеката дубоког неба.
Деклинација објекта је + 20° 54' 45" а ректасцензија 7h 29m 10,8s. Привидна величина (магнитуда) објекта NGC 2392 износи 9,1 а фотографска магнитуда 9,9. NGC 2392 је још познат и под ознакама PK 197+17.1, CS=10., Eskimo nebula.